# マダイン・サーレハ
座標: 北緯26度48分51秒 東経37度56分51秒 / 北緯26.81417度 東経37.94750度
マダイン・サーレハ（アラビア語: مدائن صالح, Madāʾin Ṣāliḥ, マダーイン・サーリフ）は、現サウジアラビア領内に存在していた古代都市である。マダイン・サーレハは「サーリフの町々」を意味し、アル＝ヒジュル（Al-Hijr, 「岩だらけの場所」）とも呼ばれた。ヒジャーズ北部に位置し、赤い崖のあるワジの集落Al-`Ula（アラビア語: العلا）からは約 22 km 離れている。古代には、この都市にはサムード人（Thamudis）やナバテア人が住んでおり、ヘグラ（Hegra）として知られた。
考古遺跡群はナバテア人たちが暮らしていた紀元前1世紀から紀元1世紀頃のものが中心で、とくに装飾の施された墓石群が特徴的である。このほか、それ以前に遡る碑文も発見されている。マダイン・サーレハはナバテア人の考古遺跡としては、ヨルダンのペトラに次ぐものである。
2008年の第32回世界遺産委員会で世界遺産リストへの登録が認められた。サウジアラビアでは初の世界遺産である。

## クルアーンとマダイン・サーレハ
サウジアラビアでは、マダイン・サーレハの遺跡は呪われた場所と考えられている。その根拠となるのが『クルアーン』第15章「アル＝ヒジュル」である。そこではアル＝ヒジュルの民が使徒の警告を聞き入れずに罰を受けたことが記されている。
そのため、政府が公式に観光事業を奨励している一方で、敬虔なサウジアラビア国民の中には非ムスリムの観光客やクルアーンの記述を気にかけないムスリムに対して快く思わない者もいる。
ヒジュルの仲間も使徒たちを嘘つきとして拒否した。われはかれらにわが種々の印を下したが、かれらはそれらを避け（て無視し）た。かれらは（岩）山に家を彫り込み、安全であると考えていた。それである朝、一声（懲罰）が、かれらを襲って、かれらが（特別の知識と技術で）築き営んでいたことは、かれらにとって何も役立たなかった。—クルアーン『アル・ヒジュル章』第80-84節

## 登録基準
この世界遺産は世界遺産登録基準のうち、以下の条件を満たし、登録された（以下の基準は世界遺産センター公表の登録基準からの翻訳、引用である）。
- (2) ある期間を通じてまたはある文化圏において、建築、技術、記念碑的芸術、都市計画、景観デザインの発展に関し、人類の価値の重要な交流を示すもの。
- (3) 現存するまたは消滅した文化的伝統または文明の、唯一のまたは少なくとも稀な証拠。